# Zwiep
Zwiep (Achterhoeks: Zwéép) is een dorpje in de Nederlandse provincie Gelderland, in de gemeente Lochem. Het dorpje telt 56 inwoners (2009) en met de verspreide huizen eromheen ruim 100.
In Zwiep bevindt zich een themapark over de witte wieven. De oorspronkelijke uitspanning bij een bakkerij groeide uit tot een klein themapark over de witte wieven die de nabijgelegen Lochemerberg 's nachts nog steeds onveilig zouden maken.
Een andere bezienswaardigheid is de Zwiepse Molen.
Rondom Zwiep hebben diverse kastelen gelegen, waaronder het Overlaar, de Karssenberg en de Agistaldaburg.

## Geboren
- Piet Klaarhamer (1874-1954), architect en meubelontwerper
- Jan Kottelenberg (1958), politicus

## Woonachtig geweest
- Hans van den Broek (1936-2025), politicus